# فرانك كلايتون
فرانك كلايتون (10 يناير 1866 في نيوزيلندا - 29 سبتمبر 1944) (بالإنجليزية: Frank Clayton)‏ هو لاعب كريكت نيوزلندي.

## وصلات خارجية
- فرانك كلايتون على موقع إي آس بي آن كريك إنفو (الإنجليزية)